# Seita apocalíptica
A expressão seita apocalíptica aplica-se a grupos que professam crença  baseada no apocalipticismo - ou seja, na expectativa do fim iminente do mundo, com a decorrente ressurreição e julgamento final - e no milenarismo. Pode referir-se tanto a seitas que profetizam catástrofes e destruição quanto àqueles que tentam realizar tais desastres. A expressão foi usada pela primeira vez pelo sociólogo John Lofland, em seu estudo de um grupo de membros da Igreja da Unificação dos Estados Unidos, na Califórnia, chamado Doomsday Cult: A Study of Conversion, Proselytization, and Maintenance of Faith.